# 동부군관구
동부군관구(러시아어: Восточный военный округ)는 러시아 대통령의 법령 제1444호에 따라 극동군관구와 시베리아 군관구의 일부가 통합되어 2010년 10월 21일에 창설된 러시아 연방군의 군관구이자 작전 전략 사령부이다. 하바롭스크에 본부를 두고 있다.

## 전투 서열
- 군관구 직속
  - 제104본부여단 "클루지" (하바롭스크)
  - 제106통신여단 (지역) (달네레첸스크)
  - 제14독립근위공병여단 (키로프)
  - 제17독립전자여단 (하바롭스크)
  - 제392구역훈련소 (하바롭스크)
  - 제212구역훈련소 (치타)
  - 태평양 함대, 제51훈련파견대 (블라디보스토크)
  - 제7부사관지역훈련소 (Knyaz-Volkonskoye)
- 러시아 육군
  - 제5군 (프리모르스키, 우수리스크)
  - 제29군 (치타 주)
  - 제35군
  - 제36군
- 러시아 해군
  -  태평양 함대
- 러시아 공군
  - 제11 항공 및 방공군
- 러시아 철도군
  - 제7독립철도여단 (콤소몰스크나아무레)
  - 제50독립철도여단 (Svobodny)
  - 제118독립철도주교대대 (하바롭스크)

## 같이 보기
- Z (군사 기호)
- 쿠릴 열도 분쟁

## 참고
1. ↑  “УКАЗ Президента РФ от 20.09.2010 N 1144 О ВОЕННО - АДМИНИСТРАТИВНОМ ДЕЛЕНИИ РОССИЙСКОЙ ФЕДЕРАЦИИ"” (러시아어). 2010년 9월 20일. 2012년 3월 31일에 원본 문서에서 보존된 문서. 2014년 11월 29일에 확인함.